# Château de Turlande
Le château de Turlande est le siège d'une ancienne châtellenie, située sur la commune de Paulhenc dans le Cantal, à la limite du Carladès.
Il était possédé par la famille de Saint Robert, bénédictin fondateur de l'ordre des Casadéens.

## Description
Le château est situé sur un éperon rocheux au bord du plateau qui domine la Truyère et où se trouve le village. Il était entouré d'une double enceinte. Pris, ruiné et reconstruit plusieurs fois, il fut finalement démantelé à la fin des guerres de religion.
Il subsistait une chapelle castrale du XIIIe siècle sous l'invocation de la Trinité et de la Sainte Vierge.

## Historique
Le bâtiment fut peut-être d'abord un oppidum, avant d'être attestée dès le Xe siècle comme chatellenie dont dépendait plusieurs paroisses et châteaux.
Une tour est d'abord construite à la pointe du rocher de Turlande, un lieu stratégique, entouré d'une vaste forêt, permettant de contrôler facilement les passages au niveau de la Truyère.
Au XIIe siècle, une forteresse en pierre, reliée à l'extérieur par un pont-levis, entourée par des maisons d'habitation, des écuries et les murs d'enceinte. Au  XIIIe siècle, une chapelle castrale.

### Guerre de Cent Ans
Pendant la Guerre de Cent Ans, il est enlevé par surprise en  1363 par les  Anglais qui venaient de prendre  Brioude. Ceux-ci ravagère les seigneuries de Paulhenc, Chaudes-Aigues et  Mur-de-Barrez jusqu'en  1387, date à laquelle les  États d'Auvergne décidèrent de composer avec les pillards contre 50 000 livres qu'ils votèrent à cet effet. Bernard VII d'Armagnac, vicomte de Rodez, vint avec une armée pour leur remettre la somme convenue et leur faire vider les lieux.

### Réunion à la vicomté de Carlat
En 1444, Turlande est comprise dans la vente de plusieurs seigneuries dépendantes de la vicomté de Murat que Renaud II de Murat fit à Bernard VIII d'Armagnac, vicomte de Carlat, pour le prix de 4600 écus d'or. Ce dernier le vendit en arrière-fief au Sire de Rochedragon qui en dota sa fille lors de son mariage en 1495 à Jean d'Hauteroche.
Les vicomtes de Carlat continuèrent à porter le titre de seigneur de Turlande, et à nommer un capitaine du château, lequel était en ruine et inhabitable lorsque Pol Loudes voulut en prendre possession pour le prince Honoré II de Monaco, devenu comte de Carladès au milieu du XVIIe siècle.
La forteresse disparut peu à peu. Seule la chapelle est conservée.

## Visites
Le site est accessible gratuitement et offre une vue remarquable.